# Jachinovo
Jachinovo (bulgariska: Яхиново) är ett distrikt i Bulgarien.   Det ligger i kommunen Obsjtina Dupnitsa och regionen Kjustendil, i den västra delen av landet, 50 km söder om huvudstaden Sofia.
Trakten runt Jachinovo består i huvudsak av gräsmarker. Runt Jachinovo är det glesbefolkat, med 10 invånare per kvadratkilometer.